# Prova cruzada
Prova cruzada é um exame usado para testar, antes de uma transfusão sanguínea ou transplante de órgãos, se o sangue do doador é compatível com o sangue do receptor.
A técnica que é utilizada é pegar o soro do receptor e colocar junto com linfócitos do doador com a finalidade de não ocorrer uma rejeição da parte do receptor, pois o paciente poderá ter em seu organismo anticorpos contra os antígenos expressados na superfície das células do doador, podendo consequentemente causar rejeição.
1. ↑  Barnes, Asa (1 de maio de 1990). «Modern Blood Banking and Transfusion Practices». American Journal of Clinical Pathology (5): 719–719. ISSN 1943-7722. doi:10.1093/ajcp/93.5.719. Consultado em 15 de março de 2025
2. ↑  Delves, Peter J.; Martin, Seamus J.; Burton, Dennis R.; Roitt, Ivan M.; Aparicio Alonso, Pedro (outubro de 2008). «Roitt. Inmunología. Fundamentos (11a edición)». Inmunología (4): 212–214. ISSN 0213-9626. doi:10.1016/s0213-9626(08)70069-6. Consultado em 15 de março de 2025
3. ↑  Abbas, Abul K.; Lichtman, Andrew H.; Pillai, Shiv (2010). «Preface». Elsevier: v. ISBN 978-1-4160-3123-9. Consultado em 15 de março de 2025